# Ashland (CDP, New Hampshire)
Ashland CDP ist ein Census-designated place (CDP) in der Town of Ashland im Grafton County im US-Bundesstaat New Hampshire. Die Volkszählung von 2020 erfasste 1.082 Einwohner. Der CDP wurde im Jahr 2010 erstmals vom Census definiert. Er umfasst den Kernort der Town of Ashland.

## Lage
Der Ort liegt bei den Koordinaten 43° 41′ 43,21″ Nord und 71° 38′ 6,85″ West auf einer Höhe von 179 Metern über dem Meeresspiegel an der Mündung des Squam Rivers in den Pemigewasset River. Die 3,5 km² große Fläche des Gebietes setzt sich zusammen aus 3,4 km² Land- und 0,1 km² Wasserfläche. Die westliche Grenze des Gebietes verläuft am Interstate 93, auf den hier von Osten die US-3 stößt. Von dieser zweigt die New Hampshire Route NH-132 nach Süden ab.